# ینس اشپان
ینس اشپان (آلمانی: Jens Spahn؛ زادهٔ ۱۶ مهٔ ۱۹۸۰) سیاست‌مدار اهل آلمان و وزیر بهداشت و درمان در چهارمین کابینه مرکل است.